# Exposición Agrícola, Industrial y Artística de Sevilla de 1858

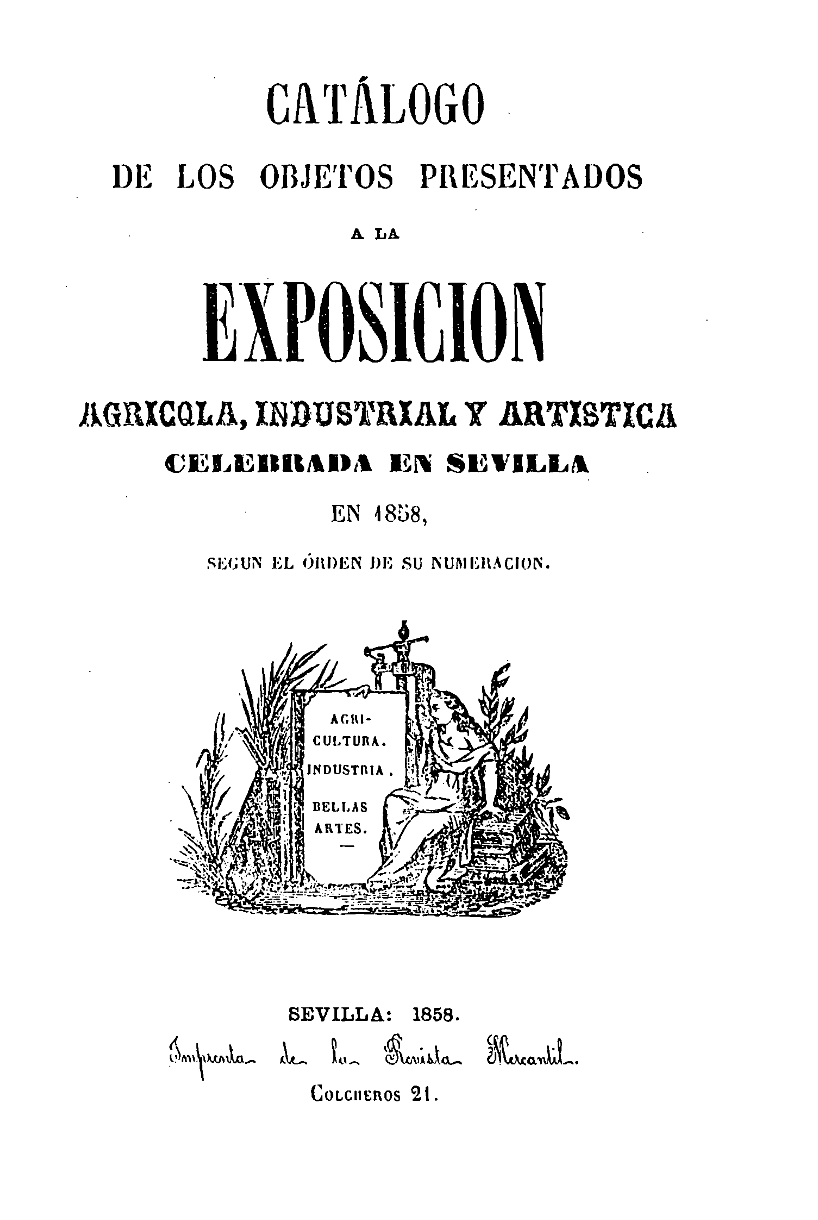
Portada del catálogo de la Exposición Agrícola, Industrial y Artística de Sevilla de 1858, realizada en el Alcázar de Sevilla

 La Exposición Agrícola, Industrial y Artística de Sevilla de 1858 fue una muestra para dar a conocer estos aspectos de la provincia de Sevilla, si bien se admitían también obras de arte, materias primas, máquinas, aparatos de agricultura y animales extranjeros. Duró del 15 al 25 de abril. Todos los objetos serían expuestos en el Alcázar de Sevilla, cedido por Su Majestad, pero el ganado se expondría en Plaza de Armas. Toda exposición de animales vivos duraría solamente 3 días, del 15 al 17 inclusive. El mismo mes se celebraría la Feria en el Prado de San Sebastián y los toros en la Maestranza. El Gobernador de la Provincia, Don Agustín Torres Valderrama, fue el encargado de la muestra, y los productos fueron remitidos a través de los alcaldes de las distintas localidades. La muestra fue financiada por los Duques de Montpensier.
El alcalde de Sevilla, Don Miguel de Carvajal y Mendieta, escribió:

desde los productos más sencillos de la naturaleza hasta las máquinas más complicadas, desde las más toscas labores hasta los más preciosos artefactos, todo tendrá lugar en el concurso, siempre que haya algún mérito relativo. No se retraigan, pues, las clases expositoras por la aparente pequeñez o insignificancia de sus productos. Donde quiera brilla y se aprecia el trabajo: donde quiera puede contemplarse el mejoramiento de sus obras, y admirarse las infinitas y útiles aplicaciones de la inteligencia y actividad humanas

La exposición generó gran expectación. La Academia de Bellas Artes participaría con algunos objetos. La Universidad de Sevilla colaboró también realizando una exposición de Historia Natural.
La mayoría de los cuadros expuestos pertenecían a los Duques de Montpensier. La mayoría fueron óleos, encontrándose también algunas aguadas. Los cuadros eran sobre todo pertenecientes al romanticismo y los había también con escenas costumbristas y con motivos religiosos.